# CS Mureșul Deva
El CS Mureșul Deva es un club de fútbol rumano de la ciudad de Deva, fundado en 2006. El equipo disputa sus partidos como local en el Stadionul Cetate y juega en la Liga II.

## Jugadores
Actualizado el 13 de noviembre de 2011

### Jugadores destacados
| - Adrian Dosan - Vasile Rahoveanu - Cristian Zaiați - Emil Poldrea - Cosmin Suvaina - Vasile Ciocaina - Marius Velea - Petru Clep - Marius Revnic - Alin Bițiş - Adrian Bud - Vlad Vălăşutean - Lorand Salamon - Nicolae Ceauşu - Emanuel Lăcătuş - Raul Lințaru - Ioan Baciu - Claudiu Manole - Marcel Moldovan - Marcel Tirchineci - Vasile Vidican - Vasile Văluşuteanu - Ştefan Fogoroşi |

## Palmarés
Liga III:
- Campeón (0):
- Subcampeón (1): 2006–07

- Datos: Q2892950